# 劉鍇
劉 鍇（りゅう かい、1907年〔光緒33年〕5月27日 - 1991年2月12日）、字は亦鍇。中華民国の外交官。1962年から1971年にかけて中華民国常駐国際連合代表を務めた。1971年、国際連合総会で国際連合総会決議2758が可決され、中華民国の国連代表として最後の任期を務めた人物である。

## 生涯

### 幼少期
劉鍇は1907年、清国直隷省天津府で生まれた。彼の祖先は広東省南雄市を経て中山県に定住した。父親の劉承暢（劉敘堂）は著名な鉄道技師兼慈善家であり、イギリス領香港の皇仁書院で学び、広九鉄道華南区および京滬杭鉄道の車務処長を務めた。引退後はポルトガル領マカオの鏡湖病院理事長を務め、マカオ政府から慈善勲章を授与されている。
劉鍇の幼少期は香港で留学した。セント・スティーブンズ・カレッジで学んだ後、イギリスに渡り、オックスフォード大学で法学を学び、文学修士号を取得。その後、ミドル・テンプルで弁護士資格を取得。帰国後、法律関連の職に就いた。

### 外交官としての経歴
1930年6月6日、劉鍇は国民政府立法院外交委員会の秘書に任命された。1931年に正式に中国外交団に加わり、1932年1月28日に国民政府外交部秘書に任命された。その後、国際連盟会議の中国代表団顧問を務め、同連盟の全権代表事務所で二等秘書を務めた。
その後、彼は在イギリス中華民国大使館の一等秘書、後に公使を務めた。1937年以降、在アメリカ合衆国中華民国大使館で参事官を務め、1942年には在米中国公使に昇進し、胡適大使を補佐した。
1944年には中国代表団としてダンバートン・オークス会議に参加し、1945年にはサンフランシスコ会議に出席。国際連合の設立に寄与した。
1949年の国共内戦後、中華民国政府とともに台湾に移り、中華民国常駐国際連合代表、その後は駐外大使として活躍した。1971年のアルバニア決議採択により中華民国が国連を脱退した際、劉鍇は代表団を率いて抗議として退席した。
その後、1972年にフィリピン大使に任命され、1975年まで務めた。

### 晩年
引退後、劉鍇はアメリカに移住し、サンフランシスコに定住した。1991年2月12日、バージニア州の病院で脳出血のため死去した。享年83歳。

## 家族
劉鍇の妻は張泰真であり、一男一女（継娘）をもうけた。彼の兄弟には著名な実業家や医師がいる。

## 表彰
- 抗戦勝利勲章（英語: China War Memorial Medal）（1945年）